# Агрипина Млађа
Јулија Агрипина (лат. Iulia Agrippina), позната и као Агрипина Млађа (лат. Agrippina Minor), или Агрипинила (лат. Agrippinilla), а након 50. и као Јулија Августа Агрипина (7. новембар 15. или 6. новембар 16 — 19/23. март 59), била је римска царица и једна од истакнутијих жена из Јулијевско-клаудијевске династије. Била је праунука цара Августа, сестра цара Калигуле, синовица и четврта жена цара Клаудија, и мајка цара Нерона.
Агрипина Млађа је описана од стране древних и модерних извора као «немилосрдна, амбициозна, насилна и надмена». Многи римски историчари је оптужују за тровање цара Клаудија, али извештаји се разликују.

## Породица
Агрипина је била прва ћерка и укупно четврто дете Агрипине Старије и Германика. Имала је тројицу старије браће Нерона Цезара, Друза Цезара и будућег цара Калигулу и две млађе сестре Јулију Друзилу и Јулију Ливилу. Два најстарија брата и мајка пали су као жртве интрига преторијанског префекта Луција Елија Сејана.
Име је добила по мајци, Агрипини Старијој, која је остала упамћена као скромна и јуначна матрона, ћерка Јулије Старије и римског војсковође и државника Марка Випсаније Агрипе. Отац Јулије Старије био је сам цар Октавијан Август и она је била његово једино биолошко дете потекло из Августовог другог брака са Скрибонијом, блиском рођаком Гнеја Помпеја Великог и Луција Корнелија Суле. По мајчиној линији Агрипина Млађа је била директни потомак Августа.
Отац Агрипине Млађе био је Германик, популарни државник и војсковођа. Његов отац био је војсковођа Нерон Клаудије Друз, познатији као Друз Старији, а мајка Антонија Млађа. Германик је имао и млађу сестру Ливилу и брата, будућег цара Клаудија. Клаудије је тако био Агрипинин стриц и трећи муж.
Агрипинина бака Антонија Млађа била је ћерка тријумвира Марка Антонија и Октавије Млађе, Августове рођене сестре. Германиков отац Друз Старији био је млађи син царице Ливије и претора Тиберија Нерона и самим тим млађи брат цара Тиберија и посинак цара Августа. Август је 9. године наложио Тиберију да усини Германика и да га одреди за свог наследника. Германик је иначе био Августов миљеник и стари цар се надао да ће Германик наследити његовог посинка и наследника Тиберија. Самим тим, Тиберије је, поред тога што је био Агрипинин деда-стриц, био и њен адоптивни отац.

## Рођење и детињство
Агрипина је рођена у Насељу Убијаца (Oppidum Ubiorum, данашњем Келну), римској испостави на Рајни. Током детињства путовала је са родитељима све док није са браћом и сестрама, уз изузетак Калигуле, послата у Рим. Тамо је њено васпитање поверено баки Антонији Млађој. У међувремену, Германик и Агрипина Старија су отишли у Сирију у складу са државничким обаавезама. Германик је затим преминуо у октобру 19. године у Антиохији.
Вест о Германиковој смрти изазвала је велику жалост у самом Риму, али је уједно подстакла гласине да су га убили Гнеј Калпурније Пизон и Мунација Планцина по Тиберијевом налогу. У Рим је убрзо стигла Германикова удовица Агрипина са супруговим пепелом. Од тада је Агрипина Млађа расла под надзором мајке Агрипине Старије, баке по оцу Антоније Млађе и прабаке Ливије. Све три су биле угледне, утицајне и моћне личности од којих се могло научити како преживети. Антонија је живела на брегу Палатин у Риму. У то доба цар и глава династије био је Тиберије који је 14. године наследио Августа.

## Први брак са Гнејом Домицијем Ахенобарбом
Када је Агрипина напунила тринаест година 28. године Тиберије је уредио да се уда за свог рођака са очеве стране, Гнеја Домиција Ахенобарба. Младожења је био пореклом из угледне породице конзуларног ранга, а свадба је одржана у Риму. Преко своје мајке Антоније Старије, Домиције је био унук Августове сестре, брат од тетке Германика и Клаудија, а самим тим и даљи стриц Агрипини и Калигули. Имао је и две сестре Домицију Лепиду Старију и Домицију Лепиду Млађу, мајку будуће царице Валерије Месалине.
Антонија Старија била је старија сестра Антоније Млађе, старија ћерка Октавије Млађе и Марка Антонија. Према Светонијевим речима, Домиције је био човек презреног и непоштеног карактера. Светоније је записао да је Домиције у сваком аспекту живота био мрзак. Ипак, Домиције је био римски конзул 32. године. Агрипина и Домиције су живели између Рима и Анција, али се о њихов вези не зна много.

## Калигулина владавина
Када је Тиберије умро 16. марта 37. године Агрипинин преостали брат Калигула постао је нови император. Пошто је била царева сестра Агрипина је уживала нешто утицаја.
Агрипина и њене млађе сестре Јулија Друзила и Јулија Ливила су, захваљујући брату, добиле читав низ почасти:
- право да, као весталске девице, посматрају јавне представе и игре из највиших редова стадијума.
- њихов лик је био представљен на реверсу новца. Био је то први случај да се на новцу приказују цареве сестре.
- њихово име је додато конзулским и другим заклетвама које су полагали римски магистрати и грађани.

У време Тиберијеве смрти Агрипина је затруднела, а Домиције је потврдио своје очинство. У јутарњим часовима 15. децембра 37. године у Анцију Агрипина је родила дечака који је добио име Луције Домиције Ахенобарб по свом недавно преминулом деди по оцу. Према Светонијевим речима, док је примао честитке пријатеља због рођења сина, Домиције је рекао да не верује да оно што је произашло од њега и Агрипине може донети икакво добро римској држави или народу.
Судећи по гласинама, Калигула је одржавао инцестуозне везе са својим сестрама. Калигула је био посебно близак са Друзилом за коју је говорио да ће се према њој односити као према својој жени Лолији Паулини, иако је Друзила у то доба била удата за Марка Емилија Лепида. Друзила је преминула 10. јуна 38. године, највероватније од грознице која је тада била доста честа у Риму. Након друзилине смрти изгледа да се Калигулин однос према сестрама изменио. Није више показивао посебну пажњу или поштовање према Агрипини и Ливили и у то време је наводно почео да луди.
Агрипина и Ливила су затим 39. године склопиле заверу против Калигуле са Лепидом која је била позната као Завера три бодежа. Циљ завереника био је да се Лепид доведе на римски престо. Калигулине сестре су наводно биле Лепидове љубавнице. О самој завери и њеним узроцима готово да ништа није познато. Лепид је ухапшен и изведен пред суд на коме га је Калигула оптужио за прељубу. Цар је такође као доказни материјал показао писма у којима су завереници писали о начину на који планирају да га смакну.
Лепид је на крају осуђен на смрт, а Ливила и Агрипина на прогонство на Понцинска острва. Калигула је распродао њихово покућство, накит, робове и ослобођенике. У јануару 40. године Агрипинин супруг Домиције Ахенобарб је умро од едема, а мали Нерон је лишен наслеђа и послат да живи са очевом сестром Домицијом Лепидом Млађом. Ипак, годину дана касније 24. јануара 41. Калигула, његова супруга Милонија Цезонија и ћерка Јулија Друзила су побијени у завери, а нови цар је постао Агрипинин стриц Клаудије.

## Клаудијева владавина

### Повратак из прогонства
По доласку на престо Клаудије је наложио да се Агрипина и Ливила врате из прогонства. Ливила се вратила свом супругу, а Агрипина свом отуђеном сину. Пошто јој је први муж умро, Агрипина је безскупулозно покушала да се приближи Галби, будућем цару, али он није показивао интересовање за њу будући да је био веран жени Емилији Лепиди. Једном приликом Галбина ташта је пред великом групом удатих жена јавно укорила Агрипину и ударила јој шамар.
Клаудије је Нерону вратио његово наследство и уредио је да се Гај Салустије Крисп Пасијен разведе од Домиције Лепиде Старије и ожени Агрипином. Крисп је био познат, утицајан, препреден и моћан човек који је два пута био конзул. Такође, био је усвојени унук познатог историчара Салусија Криспа. Почетком 41. године Салустије Пасијен се оженио Агрипином и постао њен други супруг и Неронов очух.
Током првих година своје владавине, Клаудије је био ожењен Валеријом Месалином. Иако је Агрипина била веома утицајна у том периоду се није превише истицала и клонила се царског двора. Агрипина је чак по линији њеног оца била у сродству са Месалином. Међу жртвама Месалининих махинација била је и Агрипинина преостала сестра Ливила која је оптужена за прељубу са Сенеком. Сенека је послат у прогонство, а касније, по повратку, био је васпитач будућег цара Нерона.
Месалина је мудро закључила да је мали Нерон у перспективи конкурент за престо њеном и Клаудијевом сину Британику. Због тога је послала плаћене убице да убију малог Нерона током његовог поподневног одмора. Када су се атентатори појавили наводно се испод Нероновог јастука појавила змија, због чега су се убице разбежале. Међутим, испоставило се да је у питању само свеже одбачена змијска кошуљица.
Агрипинин други супруг Крисп је умро 47. године, а на спроводу су се прошириле гласине да га је агрипина отровала како би се дочепала његовог богатства. Било како било, Агрипина је удовичена по други пут и сада је била веома богата. Током Секуларних игара Месалина је са Британиком пратила Тројанске игре, баш као и Агрипина са Нероном. Публика је јачи аплауз упутила Агрипини и њеном сину. Бројни Римљани су почели да сажаљевају Агрипину због њених животних недаћа. Сама Агрипина је саставила своје мемоаре и биографију њене мајке.

### Политички успон
Клаудије је 48. године наложио да се погуби Месалина заједно са њеним љубавником Гајем Силијем, за кога се удала и поред живог супруга. У то време, Агрипина је постала љубавница утицајног дворског ослобођеника Марка Антонија Паланта. После уклањања Месалине, Клаудијеви достојанственици су почели да већају о новој кандидаткињи за цареву невесту. За Клаудија се иначе говорило да је под великим утицаје својих жена и ослобођеника. Према традицији, дворски ослобођеници су пред Клаудија ставили избор од три могуће невесте.
Ослобођеник Тиберије Клаудије Нарцис је предложио да се Клаудије поново ожени својом другом супругом Елијом Петином, са којом је имао ћерку Клаудију Антонију. Нарцис је такође тврдио да ће Петина, уз Антонију, пригрлити Клаудијеву децу са Месалином, Британика и Клаудију Октавију.
Други ослобођеник, Гај Јулије Калист, био је против друге женидбе са Петином сматрајући да, пошто ју је Клаудије већ једном оставио, да би је друга удаја за њега учинила још арогантнијом. Калистова кандидаткиња била је Лолија Паулина, Калигулина трећа супруга и бивша Агрипинина снаја.
Палант је пак предлагао да се Клаудије ожени са Агрипином пошто је њен син Луције, будући Нерон, био унук његовог покојног брата Германика. Такав брак, према Паланту, требало је да удружи две гране породице Клаудија и царске династије. Ипак, у модерној историографији појавило се мишљење да је римски сенат у ствари тражио брак Клаудија и Агрипине како би дошло до измирења Јулија и Клаудија. Корен сукоба лежао је у периоду након Германикове смрти, када је његова удовица Агрипина Старија покушала да окрене ситуацију против цара Тиберија. Тиберију су биле познате њене намере и добро су му дошле да се обрачуна са Агрипином и њеном породицом.
Било како било, Агрипини Млађој је добродошло што је као синовица могла да љуби и милује свог стрица Клаудија, који је на крају заведен њеном страственошћу. У својим говорима, Клаудије ју је спомињао као: „моје дете и усвојеница, рођена и адхрањена, такорећи, у мом крилу." Када је донео одлуку да се ожени Агрипином, Клаудије је убедио групу сенатора да ће тај брак бити у јавном интересу. У то време, у римском друштву венчање стрица (Клаудија) и синовице (Агрипине) сматрано је инцестуозним и контроверзним.
Венчање је приређено 1. јануара 49. године и изазвалао је опште незадовољство. Био је то део Агрипининог плана да свог сина Нерона доведе на римски престо. Њена удаја за Клаудија није била заснована на љубави, већ на властољубивости. Брзо је уклонила своју ривалку Лолију Паулину коју је оптужена за бављење црном магијом. Паулини није ни суђено, већ јој је имовина конфискована, прогнана је из Италије и, према Агрипининој наредби, морала је да изврши самоубиство.
Пре Агрипинине удаје за цара, Клаудијева ћерка Клаудија Октавија је верена са Луцијем Јунијем Силаном Торкватом, рођаком царске династије. Веридба је раскинута захваљујући завери коју је Агрипина склопила са конзулом Луцијем Вителијем Старијим, оцем будућег цара Аула Вителија. Конзул је лажно оптужио Силана да одржава инцестуозне везе са рођеном сестром Јунијом Калвином. Клаудије је раскнинуо веридбу и присилио Силана да се одрекне свих јавних функција. На дан Агрипинине удаје за цара Силан је извршио самоубиство, док је Јунија Калвина у току 49. године протерана из Италије. Опозвана је из егзила тек након Агрипинине смрти. Крајем 54. године, без Нероновог знања, Агрипина је наредила убиство Силановог старијег брата Марка Јунија Силана Торквата да би била сигурна да се овај неће светити због братове смрти.

## Римска царица
Када се по трећи пут удала, овога пута за рођеног стрица Клаудија, коме је то био четврти брак, Агрипина је постала римска царица и најмоћнија жена у царству. Такође, постала је маћеха Клаудијевој деци из претходних бракова, Клаудији Антонији, његовом једином детету из брака са Елијом Петином, и Британику и Клаудији Октавији, из брака са Валеријом Месалином. Агрипина је са царског двора уклонила све оне за које је сумњала да су остали верни успомени на Месалину. Уклонила је и оне за које је веровала да представљају претњу за њу лично или за њеног сина, а међу њима била је Неронова тетка Домиција Лепида Млађа, Месалинина мајка.
Агрипина је 49. присуствовала војној смотри римске војске. Заробљени краљ Брита, Каратак, претпоставио је да је и она, поред присутног Клаудија, такође заповедница римске војске, па јој се поклонио на исти начин као и цару. Агрипини је затим 50. године додељена почасна титула августе коју никада раније ни једна жена из царске породице није уживала за живота свог супруга или сина. Ливија, супруга цара Августа, носила је ову титулу после мужеве смрти, док је Клаудије титулу августе постхумно доделио својој мајци Антонији Млађој. Исте године Клаудије је почаствовао своју жену тако што је на месту Насеља Убијаца основао римску колонију и дао јој име Colonia Claudia Ara Agrippinensis или Agrippinensium (данашњи Келн) пошто је Агрипина рођена у том месту. Била је то једина колонија која је име добила по једној римској жени. Затим, 51. године Агрипина је добила право на коришћење карпента, церемонијалних кочија, на које су до тада право имали римски свештеници и свештенице попут весталки. Исте године утицала је на смену у врху преторијанске гарде. За префекта је, уместо Руфрија Криспина, постављен Секст Афраније Бур.
Агрипина је била успешан манипулатор и убедила је Клаудија да адоптира њеног сина који је тако, усвојењем 50. године, постао познат под именом Нерон Клаудије Цезар Друз Германик. тиме је Нерон постао и званично Клаудијев син и признат је за престолонаследника. Нерон је верен са Клаудијевом ћерком Октавијом, док је Агрипина уредила да Сенека буде опозван из изгнанства како би био васпитач младом Нерону. Према речима Тацита, Клаудије се определио да адоптира Нерона зног његовог угледног порекла, пошто је имао претке и међу Јулијевцима и међу Клаудијевцима. Агрипина је користила све расположиве потезе како би Клаудијевог сина Британика отуђила од оца и како би га лишила наследства. Царица је тако 51. године наредила погубљење Британиковог васпитача Сосибија зато што јој се овај јавно супротставио и притом није крио бес због Неронове адопције. Избор Нерона за наследника није био потпуна новина пошто је и Тиберије за наследника одредио Калигулу, додуше заједно са рођеним унуком Гемелом. Касније је Калигула ликвидирао Гемела.
Нерон и Октавија су се венчали 9. јуна 53. године. Међутим, Клаудије се изгледа покајао због склапања овог династичког брака, као и због усвајања Нерона. Цар је почео да фаворизује рођеног сина Британика и да га припрема за наследника. Управо због тога је, према античким ауторима, Агрипина решила да елиминише Клаудија. Агрипина је 13. октобра 54. године, како тврде извори, отровала Клаудија захваљујући печуркама које су биле послужене на царској гозби. Према тврдњама античким историчара, Агрипина је отров добила од чувене Локусте. Неронов пут до престола је тиме убрзан. Ипак, антички извори се прилично разилазе по питању овог инцидента, а поједини модерни историчари верују да је Клаудије умро природном смрћу пошто је имао већ 63 године.

## Неронова владавина

### Борба око власти између сина и мајке
У првим месецима Неронове владавине Агрипина је контролисала и сина и високу политику у царству. Постала је свештеница култа деификованог Клаудија и дозвољено јој је да посећује сенатске седнице. Додуше, заседања римског сената морала је да прати тако што је седела иза завесе. Када је Нерон започео љубавну везу са ослобођеном робињом Клаудијом Актом, коју његова мајка није одобравала, тако да је Агрипина гласно негодовала. Постепено је изгубила контролу над сином. Тада је Агрипина почела да фаворизује пасторка Британика са намером да њега прогласи за цара. Међутим, у фебруару 55. године Британик је на једној гозби тајно отрован по Нероновим наређењима. Тиме је почела борба око власти између сина и мајке.
Између 55. и 58. Агрипина је веома будно пратила потезе свог сина, а истовремено је била врло критична према Нерону. Син ју је 55. године избацио из палате, а затим ју је лишио свих почасти и овлашћења. Уклонио је и њене гардијске одреде, и римске и германске. Нерон је мајци претио да ће абдицирати и отићи да живи на егејско острво Родос, где је некада самовао Тиберије након развода од Августове ћерке Јулије Старије. И ослобођеник Палант је отпуштен са двора. Његов пад, као и опозиција коју су представљали Бур и Сенека допринели су да Агрипинин ауторитет почне да слаби.

### Агрипинина смрт и последице
Догађаји који су довели до Агрипинине смрти нису довољно познати захваљујући контрадикторности извора и њихове изразите ненаклоности према Нерону. Вести о Агрипинининој смрти не само да су међусобно супротствављене, већ имају и фантастичне елементе.

#### Тацитова верзија
Према Тациту, Нерон је 58. године ушао у везу са аристократкињом Попејом Сабином. Знајући да Агрипина неће дозволити да се разведе од Октавије и ожени се Попејом, Нерон је решио да убије мајку . Међутим, чињеница да се Нерон оженио Попејом тек 62. године, док је Агрипина уклоњена 59. године, доводи у питање овај мотив Такође, према Светонију, након ликвидације Агрипине, Нерон је ван Рима послао Попејиног мужа Отона. Самим тим, тешко да је већ удата Попеја пожуривала Нерона да се отараси мајке. Поједини историчари верују да је Нерон решио да убије мајку када је Агрипина решила да завером доведе на престо Гаја Рубелија Плаута, праунука цара Тиберија, или Британика, Клаудијевог биолошког сина
Нерон је, како Тацит пише, разматрао да Агрипину отрује или убије ножем, али је сматрао да су такви методи тешко изводљиви и да ће изазвати сумњу. Због тога је наложио да се направи брод склон потапању . Иако је била свесна завере, Агрипина је испловила на поменутом броду. Током путовања, умало је није убио пад таванице. Део таванице је зауставила страна софе на којој је царица седела Пад таванице је поштедео Агрипину, али не и једног од њених пратилаца који је страдао када му је пробијен шлем. Како брод није потонуо услед оштећења, потопила га је посада, али је Агрипина успела да доплива до обале. Царичину пријатељицу, Ацерију Полу, веслачи су напали док је још била у води, тако да је пребијена на смрт или се удавила. Када је испливала на обалу, Агрипину су дочекали њене присталице На вест да је Агрипина преживела исценирану несрећу, Нерон је послао тројицу убица да је смакну.

#### Светонијева верзија
Према Светонију, Нерон је био разљућен због понашања своје мајке која је иначе била веома опрезна и предузимала све мере да спречи могући покушај убиства. Покушао је три пута да је отрује, али је она сваки пут успела да на време узме противотров. Затим је покушао да је убије тако што ће се механичка таваница изнад њеног кревета обрушити на њу. И тај покушај је пропао па је цар наручио брод склон потапању, на коме је кабина требало да се сруши или да сам брод доживи бродолом. Док је Агрипина била на броду Нерон је наложио капетанима других бродова да га потпопе. Када се план изјаловио и када је Нерон сазнао да је његова мајка преживела бродолом, Нерон је наредио да се Агрипина погуби а да се цео случај прикаже као самоубиство.

#### Дионова верзија
Касије Дион даје нешто другачију верзију догађаја. Дион сматра да је Неронова љубавница Попеја била иза Агрипиног убиства. Нерон је дизајнирао посебан брод који би потонуо након што исплови. Агрипина је ушла на брод и чим је испловио, брод је потонуо са Агрипином.
Агрипина је успела да се избави и доплива до обале а када је Нерон то сазнао, послао је људе да је убију. Нерон је потом тврдио да је Агрипина ковала заверу да га убије и да је починила самоубиство. Њене последње речи, док су се убице спремале да јој задају смртоносан ударац, биле су ударите ми утробу алудирајући да жели да буде уништена материца која је родила њеног сина коју ју је издао.

#### Сахрана
Према неким изворима, након Агрипинине смрти, Нерон је погледао њен леш и рекао да је лепа. Њено тело је кремирано исте ноћи. За време мајчине сахране, Нерон је био збуњен, тих и уплашен.
Када су се прошириле вести о Агрипининој смрти, римска војска, сенат и разни познаници честитали су Нерону што се спасио од од сталних сплетки своје мајке.

#### Последице
Током остатка Неронове владавине, Агрипинин гроб остао је непокривен. Чланови њене пратње касније су подигли скроман гроб у Мизенуму. Агрипинина смрт оптеретила је Неронову савест. Цар је осећао толику кривицу да је имао честе ноћне море о својој мајци. Чак је једном приликом видео њен дух и отерао га уз помоћ персијских магова.
Много година пре своје смрти, Агрипина је посетила астрологе да би их питала нешто о будућности свог сина. Астролози су тачно предвидели да ће Нерон постати цар али да ће наредити њено убиство. Према Тациту, Агрипина је одговорила: "нека ме убије, док год постане цар."

## Породично стабло
|  |                                 |  |  |  |  |  |  |  |  |  |  |  |  |  |  |  |
|  | 16. Друз Клаудије Нерон         |  |  |  |  |  |  |  |  |  |  |  |  |  |  |  |
|  |                                 |  |  |  |  |  |  |  |  |  |  |  |  |  |  |  |
|  |                                 |  |  |  |  |  |  |  |  |  |  |  |  |  |  |  |
|  | 8. Тиберије Клаудије Нерон      |  |  |  |  |  |  |  |  |  |  |  |  |  |  |  |
|  |                                 |  |  |  |  |  |  |  |  |  |  |  |  |  |  |  |
|  |                                 |  |  |  |  |  |  |  |  |  |  |  |  |  |  |  |
|  | 17. Клаудија                    |  |  |  |  |  |  |  |  |  |  |  |  |  |  |  |
|  |                                 |  |  |  |  |  |  |  |  |  |  |  |  |  |  |  |
|  |                                 |  |  |  |  |  |  |  |  |  |  |  |  |  |  |  |
|  | 4. Друз Старији                 |  |  |  |  |  |  |  |  |  |  |  |  |  |  |  |
|  |                                 |  |  |  |  |  |  |  |  |  |  |  |  |  |  |  |
|  |                                 |  |  |  |  |  |  |  |  |  |  |  |  |  |  |  |
|  | 18. Марко Ливије Друз Клаудијан |  |  |  |  |  |  |  |  |  |  |  |  |  |  |  |
|  |                                 |  |  |  |  |  |  |  |  |  |  |  |  |  |  |  |
|  |                                 |  |  |  |  |  |  |  |  |  |  |  |  |  |  |  |
|  | 9. Ливија Друзила               |  |  |  |  |  |  |  |  |  |  |  |  |  |  |  |
|  |                                 |  |  |  |  |  |  |  |  |  |  |  |  |  |  |  |
|  |                                 |  |  |  |  |  |  |  |  |  |  |  |  |  |  |  |
|  | 19. Ауфидија                    |  |  |  |  |  |  |  |  |  |  |  |  |  |  |  |
|  |                                 |  |  |  |  |  |  |  |  |  |  |  |  |  |  |  |
|  |                                 |  |  |  |  |  |  |  |  |  |  |  |  |  |  |  |
|  | 2. Германик                     |  |  |  |  |  |  |  |  |  |  |  |  |  |  |  |
|  |                                 |  |  |  |  |  |  |  |  |  |  |  |  |  |  |  |
|  |                                 |  |  |  |  |  |  |  |  |  |  |  |  |  |  |  |
|  | 20. Марко Антоније Кретик       |  |  |  |  |  |  |  |  |  |  |  |  |  |  |  |
|  |                                 |  |  |  |  |  |  |  |  |  |  |  |  |  |  |  |
|  |                                 |  |  |  |  |  |  |  |  |  |  |  |  |  |  |  |
|  | 10. Марко Антоније              |  |  |  |  |  |  |  |  |  |  |  |  |  |  |  |
|  |                                 |  |  |  |  |  |  |  |  |  |  |  |  |  |  |  |
|  |                                 |  |  |  |  |  |  |  |  |  |  |  |  |  |  |  |
|  | 21. Јулија Антонија             |  |  |  |  |  |  |  |  |  |  |  |  |  |  |  |
|  |                                 |  |  |  |  |  |  |  |  |  |  |  |  |  |  |  |
|  |                                 |  |  |  |  |  |  |  |  |  |  |  |  |  |  |  |
|  | 5. Антонија Млађа               |  |  |  |  |  |  |  |  |  |  |  |  |  |  |  |
|  |                                 |  |  |  |  |  |  |  |  |  |  |  |  |  |  |  |
|  |                                 |  |  |  |  |  |  |  |  |  |  |  |  |  |  |  |
|  | 22. Гај Октавије                |  |  |  |  |  |  |  |  |  |  |  |  |  |  |  |
|  |                                 |  |  |  |  |  |  |  |  |  |  |  |  |  |  |  |
|  |                                 |  |  |  |  |  |  |  |  |  |  |  |  |  |  |  |
|  | 11. Октавија Млађа              |  |  |  |  |  |  |  |  |  |  |  |  |  |  |  |
|  |                                 |  |  |  |  |  |  |  |  |  |  |  |  |  |  |  |
|  |                                 |  |  |  |  |  |  |  |  |  |  |  |  |  |  |  |
|  | 23. Ација Балба Цезонија        |  |  |  |  |  |  |  |  |  |  |  |  |  |  |  |
|  |                                 |  |  |  |  |  |  |  |  |  |  |  |  |  |  |  |
|  |                                 |  |  |  |  |  |  |  |  |  |  |  |  |  |  |  |
|  | 1. Агрипина Млађа               |  |  |  |  |  |  |  |  |  |  |  |  |  |  |  |
|  |                                 |  |  |  |  |  |  |  |  |  |  |  |  |  |  |  |
|  |                                 |  |  |  |  |  |  |  |  |  |  |  |  |  |  |  |
|  | 12. Луције Випсаније Агрипа     |  |  |  |  |  |  |  |  |  |  |  |  |  |  |  |
|  |                                 |  |  |  |  |  |  |  |  |  |  |  |  |  |  |  |
|  |                                 |  |  |  |  |  |  |  |  |  |  |  |  |  |  |  |
|  | 6. Марко Випсаније Агрипа       |  |  |  |  |  |  |  |  |  |  |  |  |  |  |  |
|  |                                 |  |  |  |  |  |  |  |  |  |  |  |  |  |  |  |
|  |                                 |  |  |  |  |  |  |  |  |  |  |  |  |  |  |  |
|  | 3. Агрипина Старија             |  |  |  |  |  |  |  |  |  |  |  |  |  |  |  |
|  |                                 |  |  |  |  |  |  |  |  |  |  |  |  |  |  |  |
|  |                                 |  |  |  |  |  |  |  |  |  |  |  |  |  |  |  |
|  | 28. = 22. Гај Октавије          |  |  |  |  |  |  |  |  |  |  |  |  |  |  |  |
|  |                                 |  |  |  |  |  |  |  |  |  |  |  |  |  |  |  |
|  |                                 |  |  |  |  |  |  |  |  |  |  |  |  |  |  |  |
|  | 14. Октавијан Август            |  |  |  |  |  |  |  |  |  |  |  |  |  |  |  |
|  |                                 |  |  |  |  |  |  |  |  |  |  |  |  |  |  |  |
|  |                                 |  |  |  |  |  |  |  |  |  |  |  |  |  |  |  |
|  | 29. = 23. Ација Балба Цезонија  |  |  |  |  |  |  |  |  |  |  |  |  |  |  |  |
|  |                                 |  |  |  |  |  |  |  |  |  |  |  |  |  |  |  |
|  |                                 |  |  |  |  |  |  |  |  |  |  |  |  |  |  |  |
|  | 7. Јулија Старија               |  |  |  |  |  |  |  |  |  |  |  |  |  |  |  |
|  |                                 |  |  |  |  |  |  |  |  |  |  |  |  |  |  |  |
|  |                                 |  |  |  |  |  |  |  |  |  |  |  |  |  |  |  |
|  | 30. Луције Скрибоније Либон     |  |  |  |  |  |  |  |  |  |  |  |  |  |  |  |
|  |                                 |  |  |  |  |  |  |  |  |  |  |  |  |  |  |  |
|  |                                 |  |  |  |  |  |  |  |  |  |  |  |  |  |  |  |
|  | 15. Скрибонија                  |  |  |  |  |  |  |  |  |  |  |  |  |  |  |  |
|  |                                 |  |  |  |  |  |  |  |  |  |  |  |  |  |  |  |
|  |                                 |  |  |  |  |  |  |  |  |  |  |  |  |  |  |  |
|  | 31. Сенција                     |  |  |  |  |  |  |  |  |  |  |  |  |  |  |  |
|  |                                 |  |  |  |  |  |  |  |  |  |  |  |  |  |  |  |
|  |                                 |  |  |  |  |  |  |  |  |  |  |  |  |  |  |  |